# Zunanji podzemni izpustni kanal metropolitanskega območja
Zunanji podzemni izpustni kanal metropolitanskega območja (japonsko: 首都圏外郭放水路) je projekt podzemne vodne infrastrukture v Kasukabeju, Saitama, na Japonskem. To je največja podzemna priprava za preusmerjanje poplavne vode na svetu, zgrajena za ublažitev razlivanja glavnih mestnih vodnih poti in rek v sezonah dežja in tajfunov. Nahaja se med Showo in Kasukabe v prefekturi Saitama, na obrobju mesta Tokio njegovem širšem območju.
Delo na projektu se je začelo leta 1992, zaključeno pa je bilo do začetka leta 2006. Sestavljen je iz petih betonskih zadrževalnih silosov z višino 65 metrov in premera 32 metrov, ki jih povezuje 64 kilometrov predorov, 50 metrov pod površjem, kot tudi velik rezervoar za vodo z višino 254 metrov, dolg 177 in širok 78 metrov, prav tako ima devetinpetdeset masivnih stebrov, povezanih z oseminsedemdesetimi 10 MW črpalkami, ki lahko načrpajo do 200 ton vode na sekundo v reko Edo.